# Richard Gagnon
Richard Joseph Gagnon (ur. 17 czerwca 1948 w Lethbridge) – kanadyjski duchowny katolicki, arcybiskup Winnipeg w latach 2014-2024. 

## Życiorys
Święcenia kapłańskie otrzymał 24 czerwca 1983 i inkardynowany został do archidiecezji Vancouver. Przez kilka lat pracował w miejskich parafiach, zaś od 1986 związał się z organizacją Catholic Women’s League, w której początkowo posługiwał jako kierownik duchowy, zaś od 1992 zasiadał w jej zarządzie regionalnym. W 1992 został także dyrektorem wydziału kurii ds. edukacji religijnej, zaś rok później objął probostwo w Abbotsford. W 2002 mianowany wikariuszem generalnym archidiecezji.
14 maja 2004 papież Jan Paweł II mianował go ordynariuszem Victorii w metropolii Vancouver. Sakry udzielił mu abp Raymond Roussin SM.
28 października 2013 papież Franciszek mianował go arcybiskupem Winnipeg. Ingres odbył się 3 stycznia 2014.
W 2017 został wybrany na wiceprzewodniczącego Konferencji Episkopatu Kanady, zaś we wrześniu 2019 objął urząd jej przewodniczącego.
30 grudnia 2024 papież Franciszek przyjął jego rezygnację z urzędu arcybiskupa Winnipeg. 